# Все те незриме світло
«Все те незриме світло» (англ. All the Light We Cannot See) — роман американського письменника Ентоні Дорра, виданий «Scribner» 6 травня 2014 року. Лауреат Пулітцерівської премії за художню книгу у 2015 році та медалі Ендрю Карнегі (щорічна літературна нагорода США).

## Сюжет
Боязкий хлопчик і сліпа дівчинка зустрілися серед полум'я Другої світової війни. Вони намагаються вижити й врятувати рідних людей.
Історія про кохання та смерть, про вплив війни на людей, про те, що "незриме світло переможе темряву".

## Відгуки
Газета «Нью-Йорк Таймс» включила роман до десятки найкращих книг 2014 року. Роман виграв Пулітцерівську премію за художню книгу та медаль Ендрю Карнегі.